# Brzeźno Szlacheckie
Brzeźno Szlacheckie est une localité polonaise de la gmina rurale de Lipnica située dans le powiat de Bytów en voïvodie de Poméranie. Elle se trouve à environ 17 km au sud de Bytów et 90 km au sud-ouest de la capitale régionale Gdańsk.

## Géographie

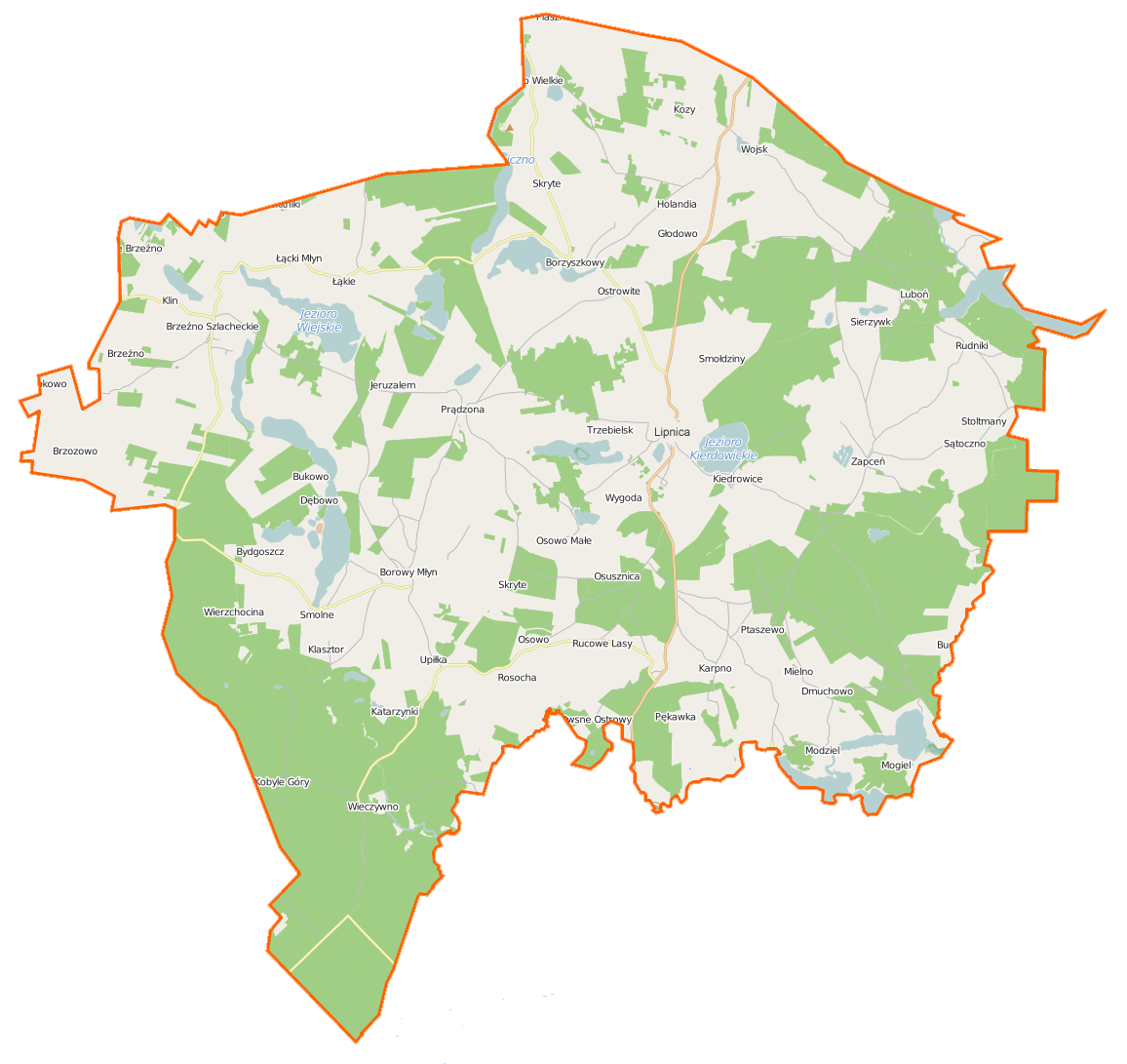
Carte de la gmina de Lipnica.

## Histoire
De 1818 à 1920, Adlig Briesen fait partie de l'arrondissement de Schlochau dans le district de Marienwerder, administré par la province de Prusse-Occidentale.